# Julio Vélez
Julio Vélez (Utrera, 6 de mayo de 1946-Dax, 23 de diciembre de 1992) fue un poeta y escritor español.

## Trayectoria
Se crio en Morón de la Frontera, y él se consideraba de ese pueblo sevillano.
Su formación tiene lugar en la Universidad de Sevilla, donde cursa un año de Filosofía y donde tiene contacto con el Partido del Trabajo de España, PTE, partido del que fue un destacado miembro y por el que se llegó a presentar al Senado en la provincia de Cádiz. En Madrid, cursó Filología Española en la Universidad Autónoma de Madrid y se doctoró con una Tesis Doctoral sobre César Vallejo titulada Vallejo: poesía última, dirigida por Teodosio Fernández. Durante sus años de formación académica impartió diversos cursos en las sedes de universidades norteamericanas en Madrid, escribió varios artículos para periódicos como El País o El Sol. Su relación con el grupo Prisa tuvo muchos altibajos, sobre todo tras la publicación de La poesía española según El País, en la que arremetía ante los intereses editoriales del periódico en la reseña del panorama poético del momento.
Fue profesor de literatura hispanoamericana en la Universidad de Salamanca y profesor visitante en la Universidad de Washington.

### Libros
Publicó  varios libros de poesía: 
- La espiga y la fiebre (Morón de la Frontera, Carabela, 1967)

- Laocoonte; el título alude al personaje mítico (Madrid, Sensemayá Chororó, 1978)

- Los fuegos pronunciados (Madrid, Ayuso, 1985)

- Escrito en la estela del último ángel caído (Madrid, Libertarias-Prodhufi, 1992)

Este último fue publicado el mismo año de su muerte: 1992. También dejó 2 libros sin terminar que aún no se han publicado: Por vuelo de herida y Dialéctica de la ruina, recogidos en las dos ediciones de su poesía completa.  
Su obra poética completa fue recogida y editada con mimo y cuidado a cargo de Anthony Leo Geist (Catedrático de la University of Washington in Seattle):
Obra poética. Ed. Anthony Leo Geist. Morón: Biblioteca de la Frontera, 1999.
En 2012 una versión revisada y actualizada de la misma se publicó con el nombre de "Materia y sombra: poesía completa", Salamanca, Diputación de Salamanca, 2012 con prefacios de José Ramón Ripoll y Anthony L. Geist y con una edición a cargo de Julio Vélez Sainz y María Ángeles Pérez López y epílogo de Eduardo Galeano.  
Escribió una novela que fue ganadora del premio Alcorcón de novela corta: El bosque sumergido.
Hizo una importante labor en torno de la vida de César Vallejo, y publicó 2 tomos sobre él, España en César Vallejo y una edición de  Poemas en prosa/Poemas humanos/España: aparta de mí este cáliz en la Editorial Cátedra. 
Por otro lado, era un apasionado del flamenco y sobre todo de la figura del guitarrista Diego del Gastor, del que escribió un libro titulado Flamenco: una aproximación crítica (Madrid, Akal, 1978).
Fue también crítico literario: en ese campo publicó el libro La poesía española según El País.
Publicó múltiples trabajos literarios en varias revistas; entre otras, La Pluma, que dirigió en su segunda época, junto a Manuel Martínez Azaña.